# Веттисфоссен
Ве́ттисфоссен (норв. Vettisfossen) — водопад на реке Моркаэлви (Фоссэлви). Расположен на западе Норвегии в фюльке Согн-ог-Фьюране. Высота свободного падения воды — 275 м (возможно, является самым высоким по высоте свободного беспрепятственного падения воды нерегулируемым круглогодичным водопадом в мире).
Круглогодично не замерзает. В 1924 году объявлен охраняемым.
В Норвегии только круглогодичные водопады Мардалсфоссен и Рингедалсфоссен имеют бо́льшую высоту свободного падения, но на них построены ГЭС.